# Oleksandr Zoebkov
Oleksandr Valerijovytsj Zoebkov (Oekraïens: Олександр Валерійович Зубков; Makijivka, 3 augustus 1996) is een Oekraïens voetballer die doorgaans speelt als vleugelspeler. In februari 2025 verruilde hij Sjachtar Donetsk voor Trabzonspor. Zoebkov maakte in 2020 zijn debuut in het Oekraïens voetbalelftal.

## Clubcarrière
Zoebkov speelde in de jeugd van Olimpik Donetsk en werd in 2011 opgenomen in de opleiding van Sjachtar Donetsk. Bij deze club maakte hij in het seizoen 2015/16 zijn professionele debuut. Op 23 september 2015 werd met 0–5 gewonnen op bezoek bij FK Ternopil in de Koebok Oekrajiny. Maksym Malysjev, Bernard (tweemaal), Andrij Borjatsjoek en Viktor Kovalenko waren de doelpuntenmakers tijdens dat duel. Zoebkov mocht van coach Mircea Lucescu in de basis starten en hij speelde het gehele duel.
Na drie seizoenen met in totaal drieëntwintig optredens werd de vleugelspeler voor de jaargang 2018/19 verhuurd aan FK Marioepol. Bij deze club maakte de vleugelaanvaller zijn eerste doelpunt als prof, op 20 oktober 2018. In de Premjer Liha-wedstrijd tegen Zorja Loehansk scoorde de eveneens verhuurde Borjatsjoek tweemaal, voor Zoebkov zeven minuten voor het einde de derde treffer van Marioepol voor zijn rekening nam. In de blessuretijd volgden nog tegendoelpunten van Artem Hromov en Vladyslav Kotsjerhin, waardoor Marioepol het duel uiteindelijk met 3–2 won.
Het seizoen erop werd Zoebkov opnieuw verhuurd, nu aan Ferencváros. Bij de Hongaarse club werd hij in dat seizoen direct landskampioen en Zoebkov maakte negen doelpunten in de competitie. Dit was overtuigend genoeg voor Ferencváros om hem definitief over te nemen in de zomer van 2020. Voor een bedrag van circa anderhalf miljoen euro werd de vleugelspeler naar Hongarije gehaald, waar hij zijn handtekening zette onder een verbintenis voor de duur van vier seizoenen. In de zomer van 2022 haalde zijn oude club Sjachtar Donetsk hem terug voor een bedrag van circa twee miljoen euro. Zoebkov tekende hier voor vijf jaar. Dit contract maakte hij niet vol, want in februari 2025 nam Trabzonspor de Oekraïner over voor circa zes miljoen euro.

## Clubstatistieken
| Seizoen | Club             | Competitie        | Competitie | Competitie | Beker | Beker | Internationaal | Internationaal | Totaal | Totaal |
| Seizoen | Club             | Competitie        | Wed.       | Dlp.       | Wed.  | Dlp.  | Wed.           | Dlp.           | Wed.   | Dlp.   |
| ------- | ---------------- | ----------------- | ---------- | ---------- | ----- | ----- | -------------- | -------------- | ------ | ------ |
| 2015/16 | Sjachtar Donetsk | Premjer Liha      | 1          | 0          | 1     | 0     | 0              | 0              | 2      | 0      |
| 2016/17 | Sjachtar Donetsk | Premjer Liha      | 8          | 0          | 2     | 0     | 0              | 0              | 10     | 0      |
| 2017/18 | Sjachtar Donetsk | Premjer Liha      | 8          | 0          | 2     | 0     | 1              | 0              | 11     | 0      |
| 2018/19 | → FK Marioepol   | Premjer Liha      | 22         | 8          | 0     | 0     | —              | —              | 22     | 8      |
| 2019/20 | → Ferencváros    | Nemzeti Bajnokság | 28         | 9          | 0     | 0     | 14             | 1              | 42     | 10     |
| 2020/21 | Ferencváros      | Nemzeti Bajnokság | 25         | 5          | 1     | 1     | 7              | 0              | 33     | 6      |
| 2021/22 | Ferencváros      | Nemzeti Bajnokság | 20         | 1          | 1     | 2     | 11             | 1              | 32     | 4      |
| 2022/23 | Sjachtar Donetsk | Premjer Liha      | 17         | 5          | 0     | 0     | 9              | 2              | 26     | 7      |
| 2023/24 | Sjachtar Donetsk | Premjer Liha      | 25         | 5          | 4     | 1     | 8              | 0              | 37     | 6      |
| 2024/25 | Sjachtar Donetsk | Premjer Liha      | 12         | 5          | 1     | 0     | 8              | 2              | 21     | 7      |
| 2024/25 | Trabzonspor      | Süper Lig         | 1          | 0          | 1     | 0     | 0              | 0              | 2      | 0      |
| Totaal  | Totaal           | Totaal            | 167        | 38         | 13    | 4     | 58             | 6              | 238    | 48     |

Bijgewerkt op 11 februari 2025.

## Interlandcarrière
Zoebkov maakte zijn debuut in het Oekraïens voetbalelftal op 7 oktober 2020, toen een vriendschappelijke wedstrijd gespeeld werd tegen Frankrijk. Eduardo Camavinga opende namens dat land de score, waarna Olivier Giroud met twee treffers de Franse voorsprong uitbreidde en voor rust werd het 4–0 door een eigen doelpunt van Vitalij Mykolenko. Na rust deed Viktor Tsyhankov wat terug, maar door doelpunten van Corentin Tolisso, Kylian Mbappé en Antoine Griezmann wonnen de Fransen met 7–1. Zoebkov mocht van bondscoach Andrij Sjevtsjenko in de basisopstelling beginnen en hij werd negentien minuten voor het einde van het duel gewisseld ten faveure van Roman Bezoes. De andere Oekraïense debutanten dit duel waren Heorhij Boesjtsjan, Illja Zabarnyj (beiden Dynamo Kiev), Jevjen Makarenko (Linzer ASK) en Joekhym Konoplja (Desna Tsjernihiv).
Zoebkov werd in april 2021 door Sjevtsjenko opgenomen in de voorselectie voor het uitgestelde EK 2020. In juni nam Sjevtsjenko hem ook op in zijn definitieve selectie. Na het bekendmaken van de selectie mocht Zoebkov in de basis starten tijdens de oefeninterland tegen Noord-Ierland. Tijdens dit duel opende hij na tien minuten spelen de score. In de rust werd hij gewisseld ten faveure van Marlos en vanaf de bank zag hij dat er niet meer gescoord werd. Op het toernooi werd Oekraïne in de kwartfinales uitgeschakeld door Engeland (0–4), nadat in de groepsfase was verloren van Nederland (3–2) en Oostenrijk (0–1), gewonnen van Noord-Macedonië (2–1) en in de achtste finales werd na verlengingen gewonnen van Zweden (1–2). Zoebkov speelde alleen mee tegen Nederland. Zijn toenmalige teamgenoten Róbert Mak (Slowakije), Dénes Dibusz, Gergő Lovrencsics, Dávid Sigér, Endre Botka en Ádám Bogdán (allen Hongarije) waren ook actief op het EK.
In mei 2024 werd Zoebkov door bondscoach Serhij Rebrov opgenomen in de selectie van Oekraïne voor het EK 2024 in Duitsland. Oekraïne werd in de groepsfase uitgeschakeld na een nederlaag tegen Roemenië (3–0), een overwinning op Slowakije (1–2) en een gelijkspel tegen België (0–0). Zoebkov kwam op het EK in twee duels in actie. Zijn toenmalige clubgenoten Joechym Konoplja, Taras Stepanenko, Heorhij Soedakov, Valerij Bondar, Mykola Matvijenko (allen eveneens Oekraïne) en Giorgi Gotsjoleisjvili (Georgië) waren ook actief op het toernooi.
| Interlands van Oleksandr Zoebkov voor Oekraïne | Interlands van Oleksandr Zoebkov voor Oekraïne | Interlands van Oleksandr Zoebkov voor Oekraïne | Interlands van Oleksandr Zoebkov voor Oekraïne | Interlands van Oleksandr Zoebkov voor Oekraïne | Interlands van Oleksandr Zoebkov voor Oekraïne |
| №                                              | Datum                                          | Wedstrijd                                      | Uitslag                                        | Competitie                                     | Goals                                          |
| Als speler bij Ferencváros                     | Als speler bij Ferencváros                     | Als speler bij Ferencváros                     | Als speler bij Ferencváros                     | Als speler bij Ferencváros                     | Als speler bij Ferencváros                     |
| ---------------------------------------------- | ---------------------------------------------- | ---------------------------------------------- | ---------------------------------------------- | ---------------------------------------------- | ---------------------------------------------- |
| 1                                              | 7 oktober 2020                                 | Frankrijk – Oekraïne                           | 7 – 1                                          | Vriendschappelijk                              |                                                |
| 2                                              | 10 oktober 2020                                | Oekraïne – Duitsland                           | 1 – 2                                          | Nations League 2020/21                         |                                                |
| 3                                              | 13 oktober 2020                                | Oekraïne – Spanje                              | 1 – 0                                          | Nations League 2020/21                         |                                                |
| 4                                              | 11 november 2020                               | Polen – Oekraïne                               | 2 – 0                                          | Vriendschappelijk                              |                                                |
| 5                                              | 14 november 2020                               | Duitsland – Oekraïne                           | 3 – 1                                          | Nations League 2020/21                         |                                                |
| 6                                              | 24 maart 2021                                  | Frankrijk – Oekraïne                           | 1 – 1                                          | WK 2022 kwalificatie                           |                                                |
| 7                                              | 28 maart 2021                                  | Oekraïne – Finland                             | 1 – 1                                          | WK 2022 kwalificatie                           |                                                |
| 8                                              | 31 maart 2021                                  | Oekraïne – Kazachstan                          | 1 – 1                                          | WK 2022 kwalificatie                           |                                                |
| 9                                              | 23 mei 2021                                    | Oekraïne – Bahrein                             | 1 – 1                                          | Vriendschappelijk                              |                                                |
| 10                                             | 3 juni 2021                                    | Oekraïne – Noord-Ierland                       | 1 – 0                                          | Vriendschappelijk                              | 10'                                            |
| 11                                             | 7 juni 2021                                    | Oekraïne – Cyprus                              | 4 – 0                                          | Vriendschappelijk                              |                                                |
| 12                                             | 13 juni 2021                                   | Nederland – Oekraïne                           | 3 – 2                                          | EK 2020                                        |                                                |
| 13                                             | 4 september 2021                               | Oekraïne – Frankrijk                           | 1 – 1                                          | WK 2022 kwalificatie                           |                                                |
| 14                                             | 8 september 2021                               | Tsjechië – Oekraïne                            | 1 – 1                                          | Vriendschappelijk                              |                                                |
| 15                                             | 9 oktober 2021                                 | Finland – Oekraïne                             | 1 – 2                                          | WK 2022 kwalificatie                           |                                                |
| 16                                             | 12 oktober 2021                                | Oekraïne – Bosnië en Herzegovina               | 1 – 1                                          | WK 2022 kwalificatie                           |                                                |
| 17                                             | 11 november 2021                               | Oekraïne – Bulgarije                           | 1 – 1                                          | Vriendschappelijk                              |                                                |
| 18                                             | 16 november 2021                               | Bosnië en Herzegovina – Oekraïne               | 0 – 2                                          | WK 2022 kwalificatie                           |                                                |
| 19                                             | 1 juni 2022                                    | Schotland – Oekraïne                           | 1 – 3                                          | WK 2022 kwalificatie                           |                                                |
| 20                                             | 8 juni 2022                                    | Ierland – Oekraïne                             | 0 – 1                                          | Nations League 2022/23                         |                                                |
| 21                                             | 11 juni 2022                                   | Oekraïne – Armenië                             | 3 – 0                                          | Nations League 2022/23                         |                                                |
| Als speler bij Sjachtar Donetsk                |                                                |                                                |                                                |                                                |                                                |
| 22                                             | 21 september 2022                              | Schotland – Oekraïne                           | 3 – 0                                          | Nations League 2022/23                         |                                                |
| 23                                             | 24 september 2022                              | Armenië – Oekraïne                             | 0 – 5                                          | Nations League 2022/23                         | 57'                                            |
| 24                                             | 27 september 2022                              | Oekraïne – Schotland                           | 0 – 0                                          | Nations League 2022/23                         |                                                |
| 25                                             | 12 juni 2023                                   | Duitsland – Oekraïne                           | 3 – 3                                          | Vriendschappelijk                              |                                                |
| 26                                             | 16 juni 2023                                   | Noord-Macedonië – Oekraïne                     | 2 – 3                                          | EK 2024 kwalificatie                           |                                                |
| 27                                             | 14 oktober 2023                                | Oekraïne – Noord-Macedonië                     | 2 – 0                                          | EK 2024 kwalificatie                           |                                                |
| 28                                             | 17 oktober 2023                                | Malta – Oekraïne                               | 1 – 3                                          | EK 2024 kwalificatie                           |                                                |
| 29                                             | 20 november 2023                               | Oekraïne – Italië                              | 0 – 0                                          | EK 2024 kwalificatie                           |                                                |
| 30                                             | 21 maart 2024                                  | Bosnië en Herzegovina – Oekraïne               | 1 – 2                                          | EK 2024 kwalificatie                           |                                                |
| 31                                             | 3 juni 2024                                    | Duitsland – Oekraïne                           | 0 – 0                                          | Vriendschappelijk                              |                                                |
| 32                                             | 7 juni 2024                                    | Polen – Oekraïne                               | 3 – 1                                          | Vriendschappelijk                              |                                                |
| 33                                             | 11 juni 2024                                   | Moldavië – Oekraïne                            | 0 – 4                                          | Vriendschappelijk                              |                                                |
| 34                                             | 21 juni 2024                                   | Slowakije – Oekraïne                           | 1 – 2                                          | EK 2024                                        |                                                |
| 35                                             | 11 oktober 2024                                | Oekraïne – Georgië                             | 1 – 0                                          | Nations League 2024/25                         |                                                |
| 36                                             | 14 oktober 2024                                | Oekraïne – Tsjechië                            | 1 – 1                                          | Nations League 2024/25                         |                                                |
| 37                                             | 16 november 2024                               | Georgië – Oekraïne                             | 1 – 1                                          | Nations League 2024/25                         |                                                |

Bijgewerkt op 11 februari 2025.

## Erelijst
| Competitie        |                  |                                    |                  |                  |
| Competitie        | Aantal           | Jaren                              |                  |                  |
| Sjachtar Donetsk  | Sjachtar Donetsk | Sjachtar Donetsk                   | Sjachtar Donetsk | Sjachtar Donetsk |
| ----------------- | ---------------- | ---------------------------------- | ---------------- | ---------------- |
| Premjer Liha      | 4                | 2016/17, 2017/18, 2022/23, 2023/24 |                  |                  |
| Koebok Oekrajiny  | 4                | 2015/16, 2016/17, 2017/18, 2023/24 |                  |                  |
| Ferencváros       |                  |                                    |                  |                  |
| Nemzeti Bajnokság | 3                | 2019/20, 2020/21, 2021/22          |                  |                  |
| Magyar Kupa       | 1                | 2021/22                            |                  |                  |